# Bučarda
Bučarda je grubi kamenoklesarski alat, koji služi za davanje teksture kamenu ili rjeđe betonu. Obično je to ručni alat, ali postoje i strojne varijante, bilo električne bilo one koje pogoni stlačeni zrak. Princip je uvijek jednak, veliki broj piramidalnih istaka na djelotvornoj plohi udarcima mrvi površinu kamena te ga čini hrapavim. Ova je površina nalik na prirodno zbog abrazije ohrapavio kamen.